# Акацинго
Акацинго (исп. Acatzingo) — муниципалитет в Мексике, входит в штат Пуэбла. Население — 40 439 человек.

## История
Город основан в 1895 году.